# 布赖特沙伊德
布赖特沙伊德是德国黑森州的一个市镇。总面积31.75平方公里，总人口4891人，其中男性2433人，女性2458人（2011年12月31日），人口密度154人/平方公里。